# Walk the Earth
Walk the Earth je jedenácté studiové album švédské rockové hudební skupiny Europe. Vydáno bylo 20. října 2017. Skupina album nahrála v londýnském studiu Abbey Road Studios za dohledu producenta Dava Cobba. Přebal alba nakreslil americký umělec Mike Sportese.

## Seznam skladeb
| Pořadí | Název                 | Délka |
| ------ | --------------------- | ----- |
| 1.     | Walk the Earth        | 4:15  |
| 2.     | The Siege             | 4:00  |
| 3.     | Kingdom United        | 2:51  |
| 4.     | Pictures              | 4:48  |
| 5.     | Election Day          | 4:06  |
| 6.     | Wolves                | 3:55  |
| 7.     | GTO                   | 3:29  |
| 8.     | Haze                  | 3:49  |
| 9.     | Whenever You're Ready | 2:51  |
| 10.    | Turn to Dust          | 6:50  |

## Obsazení
- Joey Tempest – zpěv
- John Norum – kytara
- John Levén – basová kytara
- Mic Michaeli – klávesy
- Ian Haugland – bicí

Technická podpora
- Dave Cobb – producent
- Mike Sportese – přebal alba